# Sollevamento pesi ai Giochi della XXIII Olimpiade
Le competizioni di sollevamento pesi dei Giochi della XXIII Olimpiade del 1984, disputate negli Stati Uniti, furono considerate valide anche come 58º campionati mondiali di sollevamento pesi organizzati dalla International Weightlifting Federation, e si svolsero dal 29 luglio all'8 agosto 1984 al Gersten Pavilion della Loyola Marymount University di Westchester.
Il programma prevedeva 10 eventi, solamente maschili, per un totale di 187 atleti provenienti da 48 nazioni. Fu l'ultima volta che la gara olimpica venne considerata valida per il titolo mondiale. Per il titolo olimpico furono assegnate le medaglie soltanto nel totale dell'esercizio, mentre per il titolo mondiale le medaglie furono assegnate, oltre che nel totale, anche nei singoli esercizi. Le nazioni che aderirono al boicottaggio dei Giochi olimpici parteciparono al torneo di sollevamento pesi dei Giochi dell'Amicizia.
Come Mosca 1980 le categorie di peso sono 10, come segue:
| Categoria            | 1984      |
| -------------------- | --------- |
| Pesi mosca           | - 52 kg   |
| Pesi gallo           | - 56 kg   |
| Pesi piuma           | - 60 kg   |
| Pesi leggeri         | - 67,5 kg |
| Pesi medi            | - 75 kg   |
| Pesi massimi-leggeri | - 82,5 kg |
| Pesi mediomassimi    | - 90 kg   |
| Pesi massimi primi   | - 100 kg  |
| Pesi massimi         | - 110 kg  |
| Pesi supermassimi    | + 110 kg  |

## Podi
| Evento                          | Oro                    | Perform. | Argento        | Perform. | Bronzo             | Perform. |
| Pesi mosca (dettagli)           | Zeng Guoqiang          | 235,0    | Zhou Peishun   | 235,0    | Kazushito Manabe   | 232,5    |
| Pesi gallo (dettagli)           | Wu Shude               | 267,5    | Lai Runming    | 265,0    | Masahiro Kotaka    | 252,5    |
| Pesi piuma (dettagli)           | Chen Weiqiang          | 282,5    | Gelu Radu      | 280,0    | Tsai Wen-yee       | 272,5    |
| Pesi leggeri (dettagli)         | Yao Jingyuan           | 320,0    | Andrei Socaci  | 312,5    | Jouni Grönman      | 312,5    |
| Pesi medi (dettagli)            | Karl-Heinz Radschinsky | 340,0    | Jacques Demers | 335,0    | Dragomir Cioroslan | 332,5    |
| Pesi massimi leggeri (dettagli) | Petre Becheru          | 355,0    | Robert Kabbas  | 342,5    | Ryōji Isaoka       | 340,0    |
| Pesi medio massimi (dettagli)   | Nicu Vlad              | 392,5    | Petre Dumitru  | 360,0    | David Mercer       | 352,5    |
| Pesi massimi primi (dettagli)   | Rolf Milser            | 385,0    | Vasile Groapă  | 382,5    | Pekka Niemi        | 367,5    |
| Pesi massimi (dettagli)         | Norberto Oberburger    | 390,0    | Ștefan Tașnadi | 380,0    | Guy Carlton        | 377,5    |
| Pesi super massimi (dettagli)   | Dean Lukin             | 412,5    | Mario Martinez | 410,0    | Manfred Nerlinger  | 397,5    |

## Medagliere
| Posizione | Paese          | Oro | Argento | Bronzo | Totale |
| --------- | -------------- | --- | ------- | ------ | ------ |
| 1         | Cina           | 4   | 2       | 0      | 6      |
| 2         | Romania        | 2   | 5       | 1      | 8      |
| 3         | Germania Ovest | 2   | 0       | 1      | 3      |
| 4         | Australia      | 1   | 1       | 0      | 2      |
| 5         | Italia         | 1   | 0       | 0      | 1      |
| 6         | Stati Uniti    | 0   | 1       | 1      | 2      |
| 7         | Canada         | 0   | 1       | 0      | 1      |
| 8         | Giappone       | 0   | 0       | 3      | 3      |
| 9         | Finlandia      | 0   | 0       | 2      | 2      |
| 10        | Taipei cinese  | 0   | 0       | 1      | 1      |
| 10        | Gran Bretagna  | 0   | 0       | 1      | 1      |
| Totale    | Totale         | 10  | 10      | 10     | 30     |